# Sulęcinek (stacja kolejowa)
Sulęcinek – stacja kolejowa we wsi Sulęcinek, w województwie wielkopolskim, w powiecie średzkim, w Polsce.

## Ruch pasażerski
| Rok  | Wymiana pasażerska na dobę |
| ---- | -------------------------- |
| 2017 | 200-299                    |
| 2022 | 300-499                    |

Na stacji swój koniec ma  szlak turystyczny Osowa Góra – Sulęcinek.